# 6562 Takoyaki
6562 Takoyaki è un asteroide della fascia principale. Scoperto nel 1991, presenta un'orbita caratterizzata da un semiasse maggiore pari a 2,2637786 UA e da un'eccentricità di 0,2260014, inclinata di 5,16752° rispetto all'eclittica.